# Jyrki Järvilehto
Jyrki Järvilehto (* 31. ledna 1966, Espoo), známý jako JJ Lehto je finský automobilový závodník a bývalý pilot Formule 1. V letech 1989 až 1994 se účastnil 70 GP, jeho nejlepším umístěním bylo třetí místo na GP San Marina v roce 1991.

## Sportovní kariéra
Odborníci mu předvídali velké úspěchy. Do roku 1986 získal tituly mistra Evropy, Skandinávie a Finska ve formuli Ford 1600. Po příchodu do Británie v roce 1987 dominoval v tamější i evropské scéně formule Ford 2000. Roku 1988 vyhrál vyrovnaný britsý seriál formule 3. Méně hojnou honitbou byla formule 3000. V letech 1989 až 1993 si však díky výkonům za Onyx, Dallaru a Sauber získal ve formuli 1 dobrou pověst. Na rok 1994 se pro něj našlo místo u Benettonu.
Při nehodě během zkušební jízdy před sezonou si zlomil krční obratel, a i když neměl daleko do rychlosti stájového kolegy Michaela Schumachera, hluboce jim otřásla smrt kamaráda Rolanda Ratzenberga a Ayrtona Senny. Jakmile bylo jasné, že krční páteř není úplně v pořádku, Benetton se ho zbavil.
V letech 1995 a 1996 závodil v mistrovství Německa v závodech cestovních vozů a potom se stal nejlepším závodníkem ve sportovních vozech na světě. To když v roce 1997 vedl útok GT McLarenu proti mercedesům. Po roce stráveném v seriálu Indy Car v sezoně 1998 se vrátil k týmu BMW ke sportovním vozům a vyhrál závod na 12 hodin v Sebringu. V roce 2003 se s Johnnym Herbertem úspěšně dělil o audi v americkém seriálu závodů Le Mans.

## Přehled výsledků
- 60 velkých cen, bez vítězství (nejlepší výsledek: 3. ve VC San Marina 1991)
- bez titulu v jednotlivcích (nejlepší výsledek: 1991 – konečné 12. misto)